# Јаред (син Малелеилов)
Јаред је био син Малелеилов, унук Кенанов, праунук Еносов, а чукунунук Сетов. Имао је сина Еноха. 

## Цитат из Библије
| „ | А Јаред поживје 162 године, и роди Еноха А родив Еноха поживје Јаред 800 година, рађајући синове и кћери; Тако поживје Јаред свега 962 године; и умрије. | ” |